# Pokry
Pokry (biał. Покры, ros. Покры) – wieś na Białorusi w rejonie brzeskim obwodu brzeskiego, w sielsowiecie Czarnawczyce. 
Wieś magnacka położona była w końcu XVIII wieku w hrabstwie czarnawczyckim w powiecie brzeskolitewskim województwa brzeskolitewskiego. 

## Historia
W XIX w. Pokry to wieś i chutor w gminie Turna ujezdu brzeskiego guberni grodzieńskiej. Znajdowała się tu cerkiew i szkoła. Według Słownika geograficznego Królestwa Polskiego sama wieś liczyła 180 mieszkańców i 17 domów.
W okresie międzywojennym Pokry należały do gminy Turna w powiecie brzeskim województwa poleskiego. Według spisu powszechnego z 1921 r. była to wieś licząca ogółem 7 domów. Mieszkało tu 30 osób: 13 mężczyzn, 17 kobiet. Wszyscy deklarowali narodowość białoruską i wyznanie prawosławne.
Po II wojnie światowej wieś znalazła się w granicach ZSRR, a od 1991 r. w niepodległej Białorusi.

## Zabytki
- Drewniana cerkiew Opieki Matki Bożej z 1739 r., pierwotnie zapewne unicka, obecnie prawosławna świątynia parafialna w ramach dekanatu (благочиние) Brześć-Rejon[4] eparchii brzeskiej i kobryńskiej Egzarchatu Białoruskiego Patriarchatu Moskiewskiego. Wpisana na listę dziedzictwa kulturowego i historycznego Białorusi.